# Mart Võrklaev

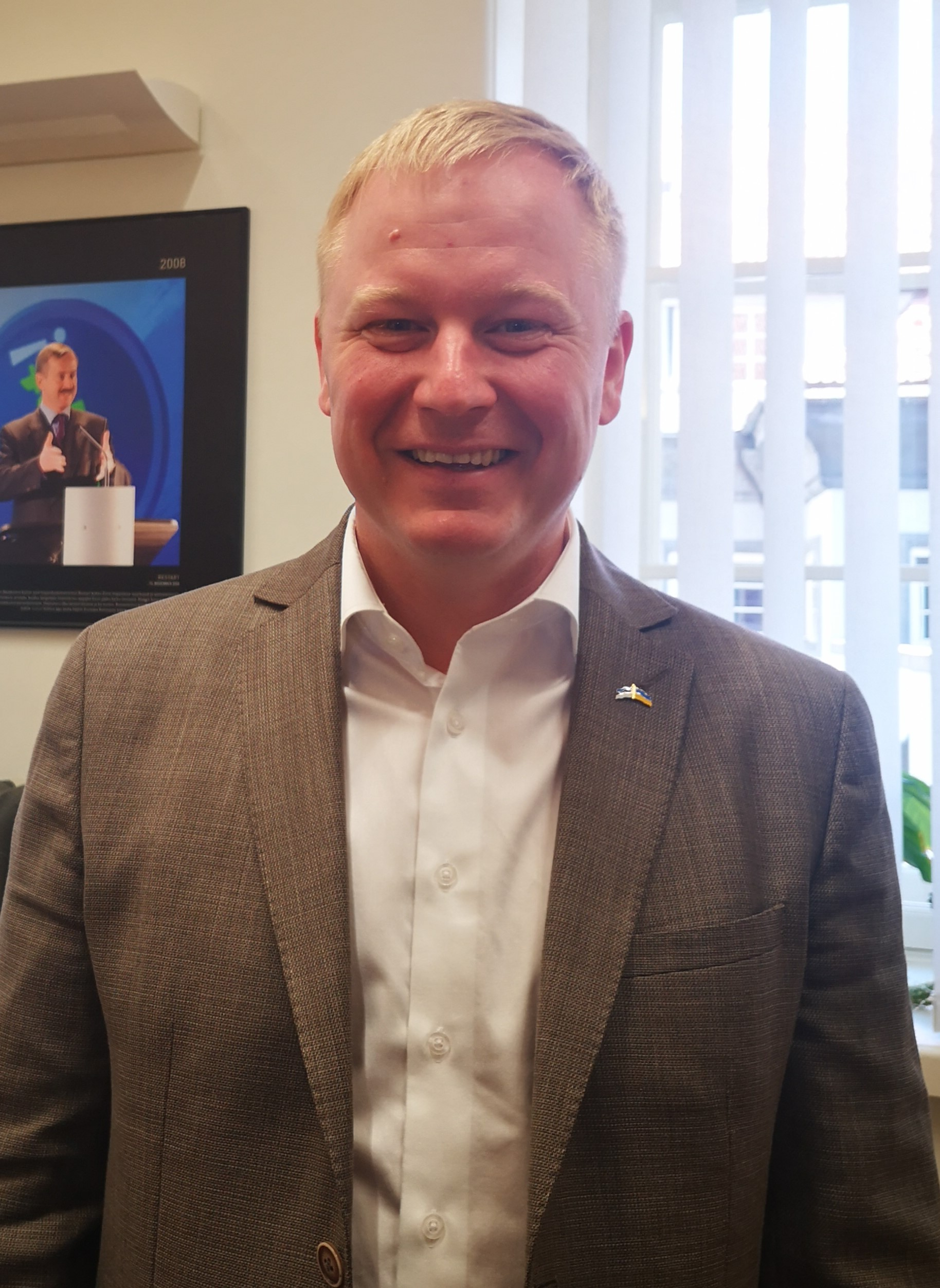
Mart Võrklaev (2022)

Mart Võrklaev (* 30. Mai 1984 in Tallinn) ist ein estnischer Politiker der Reformpartei. Seit 17. April 2023 war er Finanzminister der Republik Estland in der Koalitionsregierung von Kaja Kallas.

## Leben
Mart Võrklaev schloss 1994 das Gymnasium im Dorf Jüri in der nordestnischen Landgemeinde Rae (Kreis Harju) ab. 2008 machte er seinen Abschluss in Geodäsie an der Estnischen Universität der Umweltwissenschaften (Eesti Maaülikool) in Tartu. 2009 begann er ein rechtswissenschaftliches Studium an der Universität Tartu.
In den Jahren 2006/2007 arbeitete er als Geodät bei dem estnischen Unternehmen Empower Engineering OÜ. Von 2007 bis 2012 war er in der Gemeindeverwaltung von Rae tätig.

### Politik
2010 trat Võrklaev der liberalen Estnischen Reformpartei bei. Von 2012 bis 2019 war er Bürgermeister der Landgemeinde Rae.
Nach der Parlamentswahl 2019 ging Võrklaev als Abgeordneter ins estnischen Parlament (Riigikogu). 2021 wurde er Fraktionsvorsitzender der Reformpartei.
Bei der Parlamentswahl 2023 wurde er wiedergewählt. Im April 2023 unterzeichneten die liberale Reformpartei von Ministerpräsidentin Kaja Kallas, Eesti 200 und die Sozialdemokraten einen Koalitionsvertrag. In dieser Regierung, die im April 2023 ihr Amt antrat, übernahm Mart Võrklaev den Posten des Finanzministers.

### Privates
Mart Võrklaev lebt in einer nichtehelichen Lebensgemeinschaft. Er hat zwei Söhne.